# Paolo Giordano (giornalista)
Paolo Giordano (Alessandria, 7 luglio 1966) è un giornalista italiano.

## Biografia
Lavora al quotidiano Il Giornale come esperto di musica pop e di musica leggera.
Il 22 novembre del 1999 è stato il primo giornalista occidentale ad entrare a Kabul dopo l'embargo dell'ONU.
Dal 2000 è inviato al Festival di Sanremo.
Nel 2004 ha anche scritto con Maria Fida Moro, politica e figlia di Aldo Moro, e con altri autori il libro La nebulosa del caso Moro sul sequestro dello statista democristiano ucciso dalle Brigate Rosse nel 1978.
Per due edizioni (2005 e 2006) ha fatto parte della giuria di Music Farm, il reality show di Rai 2 condotto da Simona Ventura.
Nel 2008 ha fatto parte della Commissione Artistica del concorso Sanremolab che ha consentito ad Arisa e Simona Molinari di partecipare al Festival di Sanremo.
Fino al 2014 è stato direttore di Area Sanremo.
Dal 2010 è "commissario esterno" nel programma Amici di Maria De Filippi su Canale 5.
Nel 2013 è stato presidente della giuria che ha decretato il 50% del voto italiano all'Eurovision Song Contest.
A maggio 2014 è stato speaker alla quattordicesima edizione dell'International Journalism Festival di Perugia, organizzato da Arianna Ciccone.
Nel 2015 è stato autore e conduttore del programma di Radiodue Pop Up.
A novembre 2016 ha pubblicato con Marcello Giannotti il libro Vasco, Fabrizio e i Beatles spiegati a mio figlio edito da Arcana.
È ospite opinionista di molti talk show televisivi, tra i quali Porta a Porta su Raiuno, Mattino 5 su Canale 5 e Vita in diretta su Raiuno.